# 11D428
O 11D428 (também conhecido como RDMT-135M), é um motor de foguete a combustível líquido alimentado por pressão queimando N2O4/UDMH. Ele é usado para efetuar manobras em espaçonaves tripuladas, fazendo parte do módulo de propulsão  KTDU-80.

## Características
- Empuxo: 129,16 N[1][2][3]
- Isp: 291 s
- Pressão na câmara: 0,88 MPa
- Massa: 1,5 kg

## Variantes
Esse motor vem sendo usado em missões trimpuladas do programa espacial russo desde a época da Salyut 6, ainda na União Soviética.
- 11D428: Liberado em 1970 para uso na Salyut 1.[carece de fontes?]
- 11D428M: Versão desenvolvida  para a plataforma Yantar-2K. Chegou ao espaço no primeiro lançamento, no Kosmos 697 em 6 de agosto de 1974.
- 11D428A (ou RDMT-135): Versão desenvolvida para a Soyuz 7K-S, voou no Kosmos 670, no Kosmos 772 e no Kosmos 869. Mais tarde foi usado no KTDU-426.[5]
- 11D428A-10: Versão usada no módulo Zvezda da ISS. Originalmente desenvolvido para o módulo principal da Mir.[6]
- 11D428A-14: Versão usada no módulo Zvezda da ISS.[carece de fontes?]
- 11D428A-16 (ou RDMT-135M): Versão com o impulso específico melhorado. Usado no KTDU-80 desde a Soyuz TM-28.[7]
- 11D428AF-16: Versão desenvolvida para a missão interplanetária de coleta de amostras Fobos-Grunt.[8][9]